# Carlos Marmen
Carlos Martínez Mendoza, más conocido como Carlos Marmen (Madrid, España, 22 de marzo de 1987), es un actor y conductor español. Lleva actuando desde sus 10 años en varias series españolas como: Compañeros, Física o Química y Javier ya no vive solo.
Cursó sus estudios en el CEFAT (Centro de Estudios y Formación Actoral para Televisión) por un periodo de 4 meses en TV Azteca, en la Ciudad de México, lugar en donde reside actualmente.

## Filmografía

### Telenovelas
- Like (2018) - Felipe
- Vivir a destiempo (2013) - Daniel Bermúdez Duarte
- Emperatriz (2011) - Gonzalo Islas

### Series
- HKM (2009) - Álex Torres
- Compañeros
- Física o química
- Javier ya no vive solo
- Como dice el dicho (2020) - Emilio
- Gloria Trevi: ellas soy yo (2023) - Bosco

## Teatro
- Mi amiga la gorda (2014)